# Horatosphaga
Horatosphaga is een geslacht van rechtvleugeligen uit de familie sabelsprinkhanen (Tettigoniidae). De wetenschappelijke naam van dit geslacht is voor het eerst geldig gepubliceerd in 1853 door Schaum.

## Soorten
Het geslacht Horatosphaga omvat de volgende soorten:
- Horatosphaga amplipennis Rehn, 1914
- Horatosphaga concava Ragge, 1960
- Horatosphaga crosskeyi Ragge, 1960
- Horatosphaga diminuta Chopard, 1954
- Horatosphaga elgonis Chopard, 1938
- Horatosphaga elongata Rehn, 1914
- Horatosphaga gracilis Sjöstedt, 1912
- Horatosphaga heteromorpha Karsch, 1889
- Horatosphaga inclusa Karsch, 1893
- Horatosphaga karschi Rehn, 1914
- Horatosphaga kirbyi Griffini, 1912
- Horatosphaga leggei Kirby, 1909
- Horatosphaga linearis Rehn, 1914
- Horatosphaga longipes Bolívar, 1922
- Horatosphaga magna Ragge, 1960
- Horatosphaga media Ragge, 1960
- Horatosphaga meruensis Sjöstedt, 1910
- Horatosphaga nuda Ragge, 1960
- Horatosphaga parensis Hemp, 2002
- Horatosphaga raggei Heller & Baker, 2017
- Horatosphaga regularis Bolívar, 1922
- Horatosphaga reticulata Karsch, 1889
- Horatosphaga ruspolii Schulthess Schindler, 1898
- Horatosphaga sabuk Hemp, 2006
- Horatosphaga serrifera Schaum, 1853
- Horatosphaga somali Schulthess Schindler, 1898
- Horatosphaga stuhlmanni Karsch, 1896
- Horatosphaga stylifera Karny, 1910
- Horatosphaga tenera Hemp, 2007
- Horatosphaga vicina Chopard, 1954